# PGC 70985
LEDA/PGC 70985 (NGC 7587B) ist eine verschmelzende Galaxie im Sternbild Pegasus nördlich der Ekliptik, die schätzungsweise 398 Millionen Lichtjahre von der Milchstraße entfernt ist. Gemeinsam mit NGC 7587 bildet sie das isolierte und gravitativ gebundene Galaxienpaar KPG 580.
Im selben Himmelsareal befinden sich u. a. die Galaxien NGC 7584, NGC 7579, NGC 7595, NGC 7609.